# Bruno von Waldeck

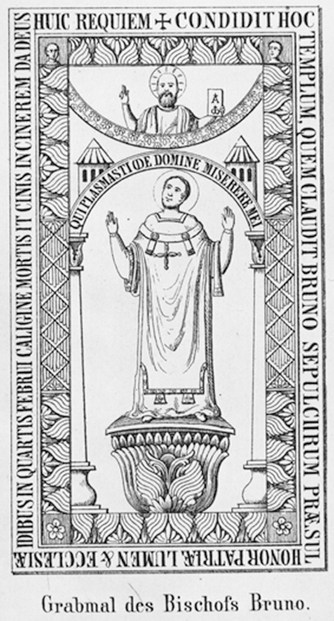
Zeichnung der Grabplatte von Bruno

Bruno von Waldeck (* um 1000; † 10. Februar 1055) war ab 1037 Bischof von Minden.
Er war wahrscheinlich ein jüngerer Sohn des Pfalzgrafen Burchard I. von Goseck. Er war königlicher Kaplan. 1036 wurde er Domherr zu Magdeburg. Um den billungischen Einfluss zurückzudrängen, setzte der spätere Kaiser Heinrich III. ihn, da er als unbedingt reichstreu galt, 1037 als Bischof von Minden ein. 1042 gründete er das Benediktinerkloster St. Mauritius auf dem Werder in der Weser vor Minden zwischen den beiden Brücken.